# Хмелевский Спасо-Преображенский монастырь
Хмелевский Спасо-Преображенский мужской монастырь ― православный монастырь при Спасо-Преображенской церкви агрогородка Хмелево Жабинковского района Беларуси в 20 км от Бреста.

## История
Монастырь относится к Брестской епархии. Деревянная Преображенская церковь построена в 1725 или в 1771 году в стиле барокко с чертами классицизма. В 1839 году рядом с ней возведена двухъярусная звонница. В декабре 1999 года по получено благословению архиепископа Брестского и Кобринского Константина Спасо-Преображенский приход был преобразован в Спасо-Преображенскую мужскую пустынь. В 2004 году пустынь преобразована в одноимённый мужской монастырь.

## Святыни
В монастыре хранится список Ченстоховской иконы Божией Матери, перед которым проводится чин изгнания бесов, который составил в XVII веке киевский митрополит Петр Могила. В обители также хранится старинная икона свт. Николая Чудотворца.

## Храмы
- Спасо-Преображенская церковь (внесенная в список культурных ценностей Республики Беларусь);
- Храм-часовня во имя Ченстоховской иконы Божией Матери (2000).

## Современное состояние
Несмотря на большой поток паломников, обитель в Хмелеве непрерывно строится, причём собственными силами. Монахи возвели три корпуса для проживания и корпус трапезной, гаражи, хозяйственные постройки. Сооружена небольшая гостиница для паломников, монахи обрабатывают 22 га земли, занимаются полеводством, садоводством, пчеловодством.
О монастыре и его настоятеле снят фильм «Серафимовы братья», (2003), (режиссёр Н. Князев).

## Известные настоятели Преображенского храма
- Иерей Феодор Григорович (1.8.1837 — 4.2.1873)[4]
- Иерей Михаил Кульчицкий (6.3.1873[5] — ?)
- Иерей Николай Никольский (30.7.1878 — 10.6.1888)[6]